# Lucien Loizeau
Lucien Loizeau, francoski general, * 1879, † 1978.